# Apoclea autumnalis
Apoclea autumnalis là một loài ruồi trong họ Asilidae. Apoclea autumnalis được Becker trong Becker & Stein miêu tả năm 1909. Loài này phân bố ở vùng Cổ Bắc giới và châu Á và nhiệt đới châu Phi.